# Baranoa
Baranoa là một khu tự quản thuộc tỉnh Atlántico, Colombia. Thủ phủ của khu tự quản Baranoa đóng tại Baranoa Khu tự quản Baranoa có diện tích 127 ki lô mét vuông. Đến thời điểm ngày 28 tháng 5 năm 2005, khu tự quản Baranoa có dân số 39658 người.